# Thomas Grey, 1. Marquess of Dorset

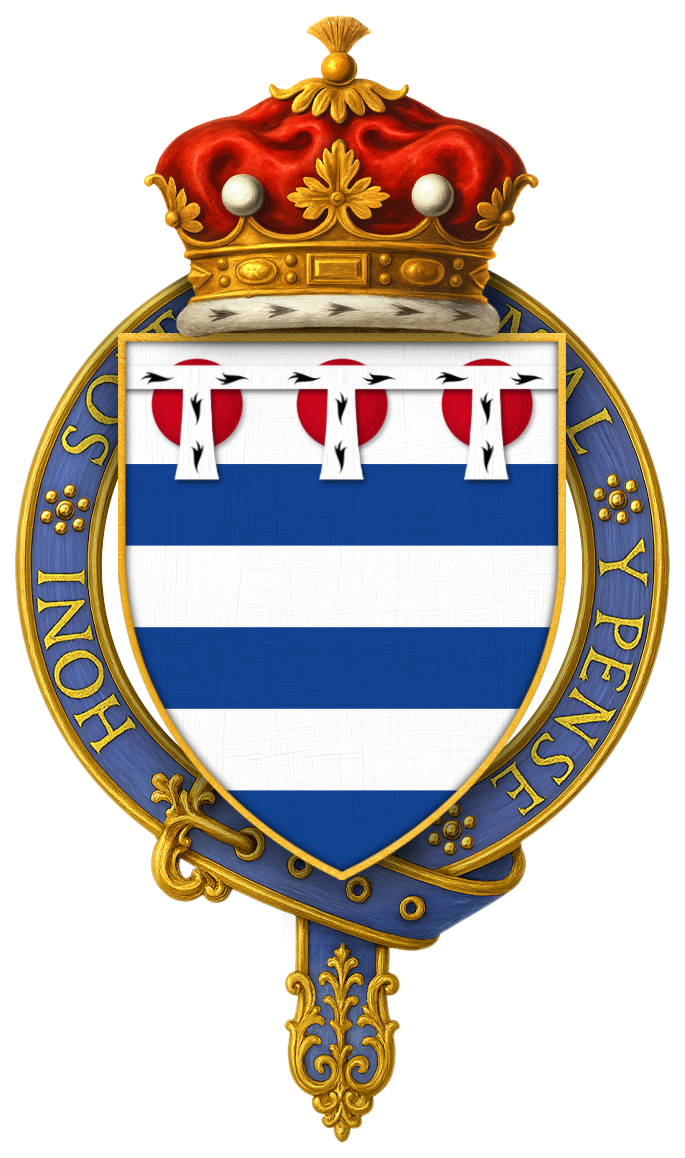
Wappen des Thomas Grey, 1. Marquess of Dorset

Thomas Grey, 1. Marquess of Dorset KG (* um 1455 in Groby Old Hall, Groby, Leicestershire; † 20. September 1501 in Greenwich (London)) war ein englischer Adliger und Höfling. Durch die zweite Ehe seiner Mutter wurde er ein Stiefsohn König Eduards IV. und nahm am Hof eine bedeutende Rolle ein.

## Leben
Er war der älteste Sohn von Sir John Grey, Gutsherr von Groby in Leicestershire und Astley in Warwickshire, aus dessen Ehe mit Lady Elizabeth Woodville, Tochter des Richard Woodville, 1. Earl Rivers. Nachdem sein Vater 1461 gestorben war, heiratete seine Mutter 1464 König Eduard IV. Thomas hatte einen jüngeren Bruder, Sir Richard Grey, sowie zehn Halbgeschwister aus der zweiten Ehe seiner Mutter mit König Eduard IV.
Seine Mutter bemühte sich darum, sein Vermögen zu vergrößern, indem sie dafür sorgte, dass Thomas vorteilhaft heiratete. So wurde er im Oktober 1466 in Greenwich mit Lady Anne Holland (1461–um 1474), der einzigen Tochter von Henry Holland, 2. Duke of Exeter und Anne of York verheiratet. Seine Schwiegermutter war die älteste überlebende Tochter von Richard, 3. Duke of York, und Cecily Neville, und somit eine Schwester Eduards IV.
Während der Rosenkriege stand Thomas auf der Seite seines Stiefvaters vom Haus York. Er kämpfte im Mai 1471 in der Schlacht von Tewkesbury und wurde am 14. August 1471 zum Earl of Huntingdon erhoben. Dieser Titel war seinem Schwiegervater aberkannt worden, der sich auf die Seite des Hauses Lancaster gestellt hatte.
Nachdem seine erste Gattin Anne Holland jung und ohne Nachkommen verstorben war, heiratete er in zweiter Ehe am 5. September 1474 die reiche Erbin Cecily Bonville (1460–1529) und erlangte aus ihrem Recht die Titel 7. Baron Harington und 2. Baron Bonville. Diese war die Alleinerbin von William Bonville, 6. Baron Harington, und dessen Frau Katherine Neville, einer Tochter von Richard Neville, 5. Earl of Salisbury. Seine Schwiegermutter Katherine war die Schwester des Earl of Warwick und somit Tante seiner Töchter Isabella und Anne.
Anlässlich der Investitur des jungen Kronprinzen Eduard (V.) als Prince of Wales wurde er am 18. April 1475 zunächst zum Knight of the Bath geschlagen und am selben Tag zum Marquess of Dorset erhoben. Hierzu gab er seinen Titel Earl of Huntingdon an die Krone zurück. Kurz darauf wurde er auch als Knight Companion in den Hosenbandorden sowie in den Kronrat (Privy Council) aufgenommen. Im Januar 1483 erbte er von seiner Großmutter väterlicherseits auch den Titel 7. Baron Ferrers of Groby.
Nach dem Tod seines Stiefvaters und der Thronbesteigung seines 12-jährigen Halbbruders Eduard V. am 9. April 1483 erwies sich Grey als unfähig, die Position seiner Familie aufrechtzuerhalten. Es war nicht möglich, seiner Mutter die Regentschaft zu sichern. Interne Konkurrenzen, vor allem der uralte Kampf um die Vorherrschaft in Leicestershire zwischen der Familie Grey und der Familie Hastings, nunmehr auf nationaler Ebene, ermöglichten es Richard, Duke of Gloucester, die Macht zu ergreifen und den Thron zu besteigen. Die Grey-Familie war eng mit Eduard V. verbunden. Am 25. Juni 1483 erklärte eine Parlamentsversammlung Richard III. zum rechtmäßigen König. In der Folge wurden Thomas‘ Onkel, Anthony Woodville, 2. Earl Rivers, und Bruder, Sir Richard Grey, hingerichtet. Im Sommer erfuhr Thomas vom offenkundigen Mord an seinen jüngeren Halbbrüdern und schloss sich der Rebellion des Duke of Buckingham gegen Richard III. an. Als die Rebellion fehlschlug floh Thomas Grey in die Bretagne. In Abwesenheit wurde er wegen Hochverrats geächtet und seine Titel und Ländereien von der Krone eingezogen. In der Bretagne schloss er sich Henry Tudor, dem späteren Heinrich VII., an, der versprach, Greys Halbschwester Elizabeth of York zu heiraten und die Familien York und Lancaster zu vereinigen.
Allerdings hörte Grey, kurz bevor Henry Tudor seine letztlich erfolgreiche Invasion in England im August 1485 begann, Gerüchte aus England, dass seine Mutter eine Einigung mit Richard III. erzielt hatte, und war entschlossen, Henry Tudor zu verlassen. Er wurde auf dem Weg nach England in Compiègne gefangen genommen und spielte in der Invasion und dem darauffolgenden Sturz Richards keine Rolle. Stattdessen musste er in Paris verbleiben, als Sicherheit für die Rückzahlung eines Kredits, den die französische Regierung Henry Tudor gewährt hatte. Als Heinrich VII. schließlich 1485 den englischen Thron bestiegen hatte, durfte Thomas nach England zurückkehren.
Danach sorgte Heinrich VII. dafür, den Halbbruder seiner Frau Elizabeth of York unter Kontrolle zu halten. Thomas Grey konnte seinen vorherigen Einfluss nicht wiedererlangen, erhielt jedoch seine Titel und Rechte zurück. Während der Erhebung Lambert Simnels durfte Thomas Grey den Tower of London nicht verlassen und wurde erst nach dem Sieg der Tudors in der Schlacht von Stoke freigelassen. Wenngleich er den König 1492 nach Frankreich begleiten durfte, wurde sichergegangen, dass er keinen Hochverrat beging. Später beteiligte er sich an der Niederschlagung des Kornischen Aufstands von 1497.
Thomas Grey, 1. Marquess of Dorset, starb am 20. September 1501 in London und wurde in Astley, Warwickshire, begraben. Seine Witwe heiratete um 1504 in zweiter Ehe seinen Cousin, Henry Stafford, 1. Earl of Wiltshire.

## Nachkommen
Aus seiner zweiten Ehe mit Cecily Bonville hatte er sieben Söhne und acht Töchter:
- Lord Edward Grey († vor 1501) ⚭ Anne Jerningham;
- Lord Anthony Grey († vor 1501);
- Thomas Grey, 2. Marquess of Dorset (1477–1530), ⚭ (1) Eleanor St John; ⚭ (2) Margaret Wotton;
- Lord Richard Grey ⚭ Florence Pudsey;
- Lord John Grey, ⚭ (1) Elizabeth Catesby, ⚭ (2) Anne Barley bzw. Barlee († 1557 oder 1558);
- Leonard Grey, 1. Viscount Grane (um 1490–1541); es ist unklar, ob er jemals heiratete, wenn ja, dann: ⚭ (1) Elizabeth Arundel, ⚭ (2) Eleanor Sutton;[6]
- Lord George Grey, Geistlicher;
- Lady Cecily Grey († 1554) ⚭ John Sutton, 3. Baron Dudley;
- Lady Bridget Grey († jung);
- Lady Anne Grey;
- Lady Dorothy Grey (1480–1552), ⚭ (1) Robert Willoughby, 2. Baron Willoughby de Broke, ⚭ (2) William Blount, 4. Baron Mountjoy;
- Lady Elizabeth Grey († 1540) ⚭ Gerald FitzGerald, 9. Earl of Kildare;
- Lady Margaret Grey ⚭ Richard Wake of Blisworth;
- Lady Eleanor Grey († vor Dezember 1503) ⚭ Sir John Arundell of Lanherne (1474–1545);
- Lady Mary Grey (1493–1538) ⚭ Walter Devereux, 1. Viscount Hereford.

## Rezeption in der Literatur
Thomas Grey tritt in William Shakespeares Drama Richard III. als Marquis of Dorset auf.